# Dido abandonada (Traetta)

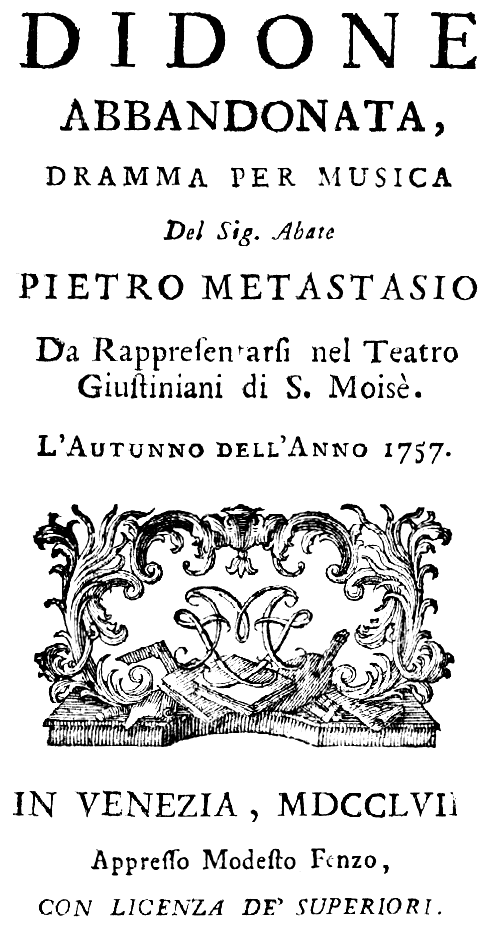
Portada del libreto en la edición veneciana de 1757

Dido abandonada (título original en italiano Didone abbandonata) es una obra en tres actos del compositor napolitano Tommaso Traetta (Bitonto, Reino de Nápoles, 30 de marzo de 1727 - Venecia, República de Venecia, 6 de abril de 1779) con libreto de Pietro Metastasio, cuyo estreno tuvo lugar en el Teatro Giustiniani San Moisè de Venecia en 1757. También se han encontrado registros de representación el 19 de julio de 2008

## Libreto
El libreto de Didone abbandonata fue escrito por Metastasio. El primer libreto original iba dirigido al compositor Domenico Sarro, aunque durante el siglo siguiente fue utilizado por más de 50 compositores, como Baldassare Galuppi (1740), Giuseppe Sarti (1762), Niccoló Piccinni (1770) o ya en el siglo XIX por Saverio Mercadante (1823). 
Las fuentes a las que recurrió Metastasio para el libreto fueron La Eneida, de Virgilio y Los Fastos, de Ovidio. Es el segundo de su producción.

## Argumento
Virgilio nos cuenta la historia de una Dido que, tras quedar viuda de Siqueo por su hermano Pigmalión, huyó a África donde fundó Cartago al haber viajado con grandes riquezas y comprado territorio. Allí, recibió numerosas propuestas de matrimonio, como la de Jarbas, rey de los moros. Sin embargo, esta siempre se negaba, pues guardaba fidelidad a su difunto esposo.
Paralelamente, Eneas es arrastrados por una tempestad a las orillas de la ciudad de Cartago, donde la propia Dido lo recoge y cuida llegando a enamorarse de él. Mientras este demora su estancia en Cartago por el cariño de la reina, los dioses le ordenan que prosiga su camino hacia Italia, donde había de resurgir Troya. Eneas parte a pesar de los múltiples intentos de Dido por retenerlo, por lo que ésta se quita la vida.
Ovidio, en el tercer libro de sus Fastos, recoge que Jarbas se apoderó de Cartago tras la muerte de Dido, y que Ana, hermana de la misma, a la que llamaremos Selene, estaba ocultamente enamorada de Eneas. Por comodidad de la representación se finge que Jarbas, atraído por ver a Dido, se introduce en Cartago como embajador de sí mismo, bajo el nombre de Arbace.

## Personajes
| Personaje                     | Tesitura vocal | Intérprete en el estreno |
| ----------------------------- | -------------- | ------------------------ |
| Dido, reina de Cartago        | Soprano        | ¿?                       |
| Eneas, héroe troyano          | Castrato       | ¿?                       |
| Jarbas (Arbace), rey moro     | Tenor          | ¿?                       |
| Ana (Selene), hermana de Dido | Soprano        | ¿?                       |
| Osmida, confidente de Dido    | Bajo           | ¿?                       |
| Araspe, confidente de Jarbas  | Sopranista     | ¿?                       |